# Pharella waltoni
Pharella waltoni is een tweekleppigensoort uit de familie van de Pharidae. De wetenschappelijke naam van de soort is voor het eerst geldig gepubliceerd in 1974 door Brandt.